# Pangshura sylhetensis
Pangshura sylhetensis је гмизавац из реда корњача и фамилије Geoemydidae. 

## Угроженост
Ова врста се сматра угроженом.

## Распрострањење
Ареал врсте је ограничен на једну државу. 
Бангладеш је једино познато природно станиште врсте.

## Станиште
Станишта врсте су шуме и слатководна подручја.